# Sacro GRA
Sacro GRA is een Italiaanse documentaire uit 2013 onder regie van Gianfranco Rosi. Hij won met deze film de Gouden Leeuw op het Filmfestival van Venetië.

## Verhaal
De documentaire schetst het leven langs de A90, de ringweg rond de stad Rome. Rosi werkte twee jaar aan de film. De montage kostte acht maanden. Volgens de regisseur is de film geïnspireerd op de roman De onzichtbare steden (1972) van de Italiaanse auteur Italo Calvino. In dat boek beschrijft de ontdekkingsreiziger Marco Polo zijn avonturen aan de Chinese keizer Koeblai Khan.